# 新世紀エヴァンゲリオン (ゲーム)
ここでは『新世紀エヴァンゲリオン』『ヱヴァンゲリヲン新劇場版』を題材とするゲーム作品について述べる。

## コンピュータゲームの一覧
- 機種名の略称（Win -Windows 、Mac - Macintosh、PS - PlayStation、PS2 - PlayStation 2、PS3 - PlayStation 3、PSP - PlayStation Portable、N64 - NINTENDO 64、GBC - ゲームボーイカラー、DS - ニンテンドーDS、SS - セガサターン、DC - ドリームキャスト、WS - ワンダースワン）
- 廉価版は含まない。
- ここでいうコンピュータゲームとは、コンシューマーゲーム（テレビゲーム、携帯型ゲーム）およびパソコンゲームを指す。携帯電話用ゲームやアプリは別途記載。

|    | 作品名                                              | 機種                      | 年                                                                                               | 注記 | ジャンル           | メディア化 |
| -- | --------------------------------------------------- | ------------------------- | ------------------------------------------------------------------------------------------------ | --- | ------------------ | ---------- |
| 1  | 新世紀エヴァンゲリオン                              | SS                        | 1996年3月1日                                                                                     | — | 番外編系           | DVD-PG化   |
| 2  | 新世紀エヴァンゲリオン 2nd Impression               | SS                        | 1997年3月7日                                                                                     | — | 番外編系           | —          |
| 3  | 新世紀エヴァンゲリオン 鋼鉄のガールフレンド         | Win Mac SS PS PS2 Win PSP | 1997年7月11日 1998年2月13日 1998年3月19日 1998年4月16日 2006年3月30日 2006年9月15日 2009年4月9日 | 携帯ゲーム版あり。 2006年以降発売のものは追加要素が加えられた『特別版』となっている。 | 番外編系           | —          |
| 4  | 新世紀エヴァンゲリオン デジタル・カード・ライブラリ | SS                        | 1997年9月25日                                                                                    | — | ファンソフト系     | —          |
| 5  | 新世紀エヴァンゲリオン エヴァと愉快な仲間たち       | PS SS Win GBC             | 1998年7月23日 1998年11月5日 1999年11月19日 2000年9月29日                                         | Win版は脱衣麻雀の要素が追加され、『エヴァと愉快な仲間たち 脱衣補完計画!』とのタイトルに変更。 GBC版はエヴァ以外のガイナックスのキャラクターは除外され、『新世紀エヴァンゲリオン 麻雀補完計画』とのタイトルに変更。 | ファンソフト系     | CD-ROM化   |
| 6  | シンジと愉快な仲間たちシリーズ                      | Win                       | 1999年2月26日 1999年5月28日 1999年6月4日 1999年7月23日 1999年8月27日 1999年9月24日               | シリーズ全6作。 | ファンソフト系     | —          |
| 7  | 新世紀エヴァンゲリオン                              | N64                       | 1999年6月25日                                                                                    | — | 原作再現系         | —          |
| 8  | 新世紀エヴァンゲリオン シト育成                     | WS                        | 1999年7月22日                                                                                    | — | パラレルワールド系 | —          |
| 9  | 新世紀エヴァンゲリオン タイピング-E計画             | Win DC PS2 Win            | 1999年12月24日 2001年4月19日 2001年8月2日 2002年9月5日                                           | — | ファンソフト系     | —          |
| 10 | 新世紀エヴァンゲリオン タイピング補完計画           | Win                       | 2000年7月20日 2001年8月30日                                                                      | — | ファンソフト系     | —          |
| 11 | 新世紀エヴァンゲリオン 綾波育成計画                 | Win DC Win PS2 DS         | 2001年5月18日 2002年4月18日 2003年4月11日 2003年12月11日 2008年8月28日                           | 2003年のPS2版以降は追加要素が加えられた『with アスカ補完計画』となっている。 | 育成計画系         | —          |
| 12 | 新世紀エヴァンゲリオン 鋼鉄のガールフレンド2nd      | Win Mac PS2 PSP           | 2003年5月16日 2003年12月25日 2005年1月20日 2009年6月11日                                         | — | パラレルワールド系 | —          |
| 13 | 新世紀エヴァンゲリオン2                             | PS2 PSP                   | 2003年11月20日 2006年4月27日                                                                     | PSP版では追加要素が加えられ、『造られしセカイ -another cases-』となっている。 | 原作再現系         | —          |
| 14 | 新世紀エヴァンゲリオン 碇シンジ育成計画             | Win                       | 2004年9月24日                                                                                    | — | 育成計画系         | 漫画化     |
| 15 | シークレット オブ エヴァンゲリオン                  | PS2 Win PSP               | 2006年12月21日 2007年6月28日                                                                     | 携帯ゲーム版もある。 | 番外編系           | —          |
| 16 | 名探偵エヴァンゲリオン                              | PS2                       | 2007年1月18日                                                                                    | — | パラレルワールド系 | 漫画化     |
| 17 | 新世紀エヴァンゲリオン バトルオーケストラ           | PS2 PSP                   | 2007年6月28日 2009年7月30日                                                                      | — | パラレルワールド系 | —          |
| 18 | ぷちえゔぁ                                          | DS                        | 2008年3月20日                                                                                    | — | パラレルワールド系 | —          |
| 19 | ヱヴァンゲリヲン:序                                 | PSP PS2                   | 2009年6月4日                                                                                     | — | 原作再現系         | —          |
| 20 | 葛城ミサト報道計画                                  | PS3                       | 2009年6月6日                                                                                     | 2010年6月5日配信終了 | ニュース配信ソフト | —          |
| 21 | ヱヴァンゲリヲン新劇場版 -サウンドインパクト-       | PSP                       | 2011年9月29日                                                                                    | - | 音楽ゲーム         | —          |

## 携帯電話用ゲーム
コンシューマゲームとして発売されたゲームの携帯電話用の再リリースは除外している。
アプリの多くは、2004年に「アニメ@GAINAX」として開設され2005年にリニューアルした「エヴァ＆アニメiGAINAX」、2007年末に開設されたガイナックス作品のモバイルゲームサイト「エヴァ＆GAINAXゲーム」にて購入できる。
パチンコゲームから演出をオリジナルゲーム化したアプリも携帯電話向けパチンコ・パチスロサイトにて提供されている。
ぷかぷかレイちゃんi（iアプリ） - メディア・マジック（i：2002年8月上旬周辺）
エヴァあわせ（iアプリ） - メディア・マジック（i：不明）
ミサトさん！ビール！（iアプリ、EZアプリ） - メディア・マジック（i：不明、EZ：2004年7月28日）
セカンドインパクト（iアプリ、EZアプリ） - メディア・マジック（i：不明、EZ：2004年9月13日）
パレットライフル、発射します！（iアプリ、EZアプリ） - メディア・マジック（i：不明、EZ：2004年9月13日）
アルPEN大回転（iアプリ） - メディア・マジック（i：不明）
ロンギヌスの槍投げ特訓（iアプリ） - メディア・マジック（i：2004年7月5日）
ミサトさん危機一髪（iアプリ） - メディア・マジック（i：2004年7月下旬周辺）
マグマダイバー（iアプリ、EZアプリ） - メディア・マジック（i：2004年10月11日、EZ：2004年11月8日）
脱出!!ネルフ本部（iアプリ、EZアプリ） - メディア・マジック（i：2004年11月1日、EZ：2005年1月1日）
エヴァスピード (EZアプリ、iアプリ) - メディア・マジック（EZ：2005年2月1日、i：2005年2月7日）
人類舗装計画（iアプリ、EZアプリ） - メディア・マジック（i：不明、EZ：2005年4月1日）
シンジと愉快な仲間たち ボンジョルノ!7ならべ（iアプリ） - メディア・マジック（i：2005年4月18日）
新世紀エヴァンゲリオンピンボール（iアプリ） - メディア・マジック（i：2005年5月16日）
使徒､侵入（EZアプリ、iアプリ、Vアプリ） - メディア・マジック（EZ：2005年6月1日、i：2005年6月6日、v：2005年10月12日）
瞬間、心、重ねて（EZアプリ、iアプリ、Vアプリ） - メディア・マジック（EZ：2005年8月1日、i：2005年8月1日、v：2005年10月12日）
奇跡の価値は（EZアプリ、iアプリ、Vアプリ） - メディア・マジック（EZ：2005年10月1日、i：2005年10月3日、v：2006年1月18日）
ガイナックス麻雀〜エヴァンゲリオン編〜（iアプリ） - ティンマシン（i：2005年10月3日）
新世紀エヴァンゲリオン外伝～真夏の夜の夢～（iアプリ、Vアプリ） - ティンマシン（i：2005年10月11日、V：不明）
新世紀エヴァンゲリオン外伝２～人形達の宴～（iアプリ、Vアプリ） - ティンマシン（i：2006年5月30日、V：不明）
エヴァGOLF（iアプリ） - ティンマシン（i：2005年10月3日）
血戦！弐号機攻防（iアプリ、EZアプリ、Vアプリ） - メディア・マジック（i：2005年11月29日、EZ：2005年12月1日、V：2006年3月1日）
エヴァソリティア（iアプリ） - ティンマシン（i：2005年12月22日）
弐号機 大乱射！（EZアプリ、iアプリ、Vアプリ） - メディア・マジック（EZ：2006年2月1日、i：2006年2月6日、V：2006年5月1日）
イス取りインパクト（EZアプリ、iアプリ、Vアプリ） - メディア・マジック（EZ：2006年3月1日、i：2006年3月6日、V：2006年6月1日）
マトリエル殲滅作戦（iアプリ、Vアプリ） - メディア・マジック（i：2006年4月3日、V：2006年7月3日）
エヴァタイマー（iアプリ） - ティンマシン（i：2006年4月12日）
レイちゃんのバタバタツーガク（iアプリ、Vアプリ） - メディア・マジック（i：2006年5月1日、V：2006年8月1日）
弐号機艦隊決戦（iアプリ、Vアプリ） - メディア・マジック（i：2006年7月3日、V：2006年9月27日）
エヴァ大富豪（iアプリ） - ティンマシン（i：2006年8月1日）
フリースローの適格者（iアプリ、S!アプリ） - メディア・マジック（i：2006年8月7日、S!：2006年11月1日）
エヴァンゲリオンRPG〜使徒育成計画〜（iアプリ） - ティンマシン（i：2006年9月1日）
委員長のお弁当（iアプリ、S!アプリ） - メディア・マジック（i：2006年9月4日、S!：2006年12月1日）
はしれ!とべ!ちるどれん二人三脚（iアプリ、S!アプリ） - メディア・マジック（i：2006年10月2日、S!：2007年1月17日）
使徒殲滅計画（iアプリ） - ティンマシン（i：2006年10月11日）
ネルフ、扉のむこうに（iアプリ、S!アプリ） - メディア・マジック（i：2006年11月6日、S!：2007年2月1日）
リュージュ大滑走!（iアプリ、S!アプリ） - メディア・マジック（i：2006年12月4日、S!：2007年3月1日）
エヴァストーン（iアプリ、S!アプリ） - メディア・マジック（i：2007年1月8日、S!：2007年4月2日）
新世紀エヴァンゲリオン～ダイスバトルインパクト～（S!アプリ） - バンダイネットワークス（i：2006年9月22日、S!：2007年4月18日）
エヴァがちゃ！（iアプリ、S!アプリ） - ティンマシン（i：2007年1月18日、S!：2007年12月12日）
貫け!ロンギヌスの槍（iアプリ、S!アプリ） - メディア・マジック（i：2007年2月5日、S!：2007年5月1日）
ミサトとシンジのビールしゃっふる（iアプリ、S!アプリ） - メディア・マジック（i：2007年3月5日、S!：2007年6月1日）
殲滅ATフィールド（iアプリ、S!アプリ） - メディア・マジック（i：2007年4月2日、S!：2007年7月2日）
カードチルドレン エヴァめくり（iアプリ、S!アプリ） - メディア・マジック（i：2007年5月7日、S!：2007年8月1日）
ぺんぺんの温泉めぐり（iアプリ） - ティンマシン（i：2007年5月28日）
暴走!!J.A.を制止せよ（iアプリ、S!アプリ） - メディア・マジック（i：2007年6月4日、S!：2007年9月3日）
教官ミサトの射的特訓（iアプリ、S!アプリ） - メディア・マジック（i：2007年7月2日、S!：2007年10月1日）
暴走!!J.A.を制止せよ（直感ゲーム対応版）（iアプリ） - メディア・マジック（i：2007年7月2日）
シンクロテストYou are NO.1!（iアプリ、S!アプリ） - メディア・マジック（i：2007年8月6日、S!：2007年11月1日）
新世紀エヴァンゲリオン～Fighting Operation～（iアプリ、S!アプリ、EZアプリ） - ティンマシン（i：2007年8月10日）
Selection Battle〜使徒を倒せし者〜（iアプリ、S!アプリ） - メディア・マジック（i：2007年10月1日、S!：2008年2月16日）
エヴァンゲリオンスロット（iアプリ、S!アプリ） - メディア・マジック（i：2007年11月5日、S!：2008年2月1日）
記憶力補完委員会！エヴァぱねる！（iアプリ、S!アプリ） - メディア・マジック（i：2007年12月3日、S!：2008年3月3日）
エヴァスロット（iアプリ） - ティンマシン（不明）
エヴァVSビンゴ（iアプリ） - ティンマシン（不明）
エヴァポーカー（iアプリ、S!アプリ） - ティンマシン（i：不明、S!：2007年12月12日）
エヴァブラックジャック（iアプリ） - ティンマシン（不明）
そろえて殲滅!すらいど☆インパクト（iアプリ、S!アプリ） - メディア・マジック（i：2008年1月7日、S!：2008年4月1日）
エヴァ麻雀四人打ち（iアプリ） - ティンマシン（i：2008年1月16日）
ラミエル攻防戦線～あなたは私が守るもの～（iアプリ、S!アプリ） - メディア・マジック（i：2008年2月4日、S!：2008年5月1日）
エヴァ神経衰弱（iアプリ） - ティンマシン（i：2008年2月25日）
激突!!EVAスマッシュ!（iアプリ、S!アプリ） - メディア・マジック（i：2008年3月3日、S!：2008年6月2日）
あまもりレイちゃん（iアプリ、S!アプリ） - メディア・マジック（i：2008年4月7日、S!：2008年7月1日）
使徒ロックオン！（iモード用Flashゲーム） - メディア・マジック（i：2008年5月12日）
ヱヴァンゲリヲン新劇場版：序 A.D.V. vol.1~6（iアプリ、S!アプリ） - ティンマシン（i：2008年5月27日）
ぷかぷかレイちゃん　おつかいすいみんぐ♪（iアプリ、S!アプリ） - メディア・マジック（i：2008年6月2日、S!：2008年9月1日）
駆け抜けろ！！第三新東京市（iモード用Flashゲーム） - メディア・マジック（i：2008年7月7日）
あっちこっちエヴァ（iアプリ、S!アプリ） - メディア・マジック（i：2008年8月4日、S!：2008年11月4日）
ヱヴァンゲリヲン新劇場版：序 スライドパズル（iモード用Flashゲーム） - メディア・マジック（i：2008年9月1日）
エヴァ・ウォッチ＆タイマー（iウィジェット） - ティンマシン（i：2008年11月5日）
拉麺補完計画（iモード用Flashゲーム） - メディア・マジック（i：2008年11月3日）
瞬間､パズル､重ねて（iアプリ） - メディア・マジック（i：2008年12月1日）
受け止めろ！初号機の使徒キャッチ（iモード用Flashゲーム） - メディア・マジック（i：2009年1月5日）
エヴァ牌けし！（iアプリ、S!アプリ） - ティンマシン（i：2009年1月28日）
ヱヴァンゲリヲン新劇場版：序 ADQ（iアプリ、S!アプリ） - ティンマシン（i：2009年6月26日）
キャラクターシンクロテスト（iアプリ、Ｙアプリ） - ティンマシン（i：2009年6月26日）
エヴァンゲリオンRPGオンライン（iアプリ専用） - ティンマシン（i：2010年5月26日）
ヱヴァンゲリヲン～めぐりあう絆～（GREE） - エンタースフィア、コプロ（2010年8月5日）
ヱヴァンゲリヲントシトシト（モバゲータウン） - コプロ、ディー・エヌ・エー（2011年1月21日）
ヱヴァンゲリヲン新劇場版 暗算パズル（EZアプリ、iアプリ、S!アプリ） - ティンマシン（i：2011年3月29日）
ヱヴァンゲリヲントシトシト 第二次計画（モバゲータウン） - コプロ、ポケラボ（2011年7月21日）
ヱヴァンゲリヲン～絶対防衛線～（グリー・dゲーム） - D2C、コプロ（2012年2月24日）
EVAカードゲーム（Android用アプリ） - メディア・マジック（2012年6月8日）
EVAスライドパズル 使徒殲滅作戦（iPhone・Android用アプリ） - メディア・マジック（2012年8月21日）
ヱヴァンゲリヲン MEMORIA（Mobage） - タイトー、コプロ（2012年9月25日）
EVAアーケードシリーズ　エヴァジグソー（iPhone・Android用アプリ） - ネオス 、メディア・マジック（2012年12月1日）
EVAアーケードシリーズ　コインダイバー（iPhone・Android用アプリ） - ネオス、メディア・マジック（2013年8月22日）
EVAアーケードシリーズ　パズルバスター（iPhone・Android用アプリ） - ネオス、メディア・マジック（2013年12月17日）
エヴァンゲリオン 魂のカタルシス（Android用アプリ） - ディー・エヌ・エー（2014年3月6日）
EVAアーケードシリーズ　パズルバスター改（iPhone・Android用アプリ） - ネオス、メディア・マジック（2014年8月22日）
ヱヴァンゲリヲン バトルミッション（iPhone・Android用アプリ） - ブシモ（A：2014年11月20日、iP：12月8日）
スマートフォン用アプリパズルRPG『ゆるしと エンジェルドロップ』（iPhone・Android用アプリ） - メディア・マジック (A：2015年9月4日、iP：12月9日)
エヴァンゲリオン バトルフィールズ（iPhone・Android用アプリ） - エヴァンゲリオンバトルフィールズ製作委員会（2020年4月2日）

### 海外専用タイトル
新世纪福音战士OL（iPhone・Android用アプリ） - 上海黑桃互动（2016年8月25日）
新世纪福音战士 破晓（iPhone・Android用アプリ） -  新浪游戏（i：2017年2月22日、A：3月2日）

## パチンコゲーム系
パチンコ実機の機能を家庭用ゲーム機上で再現したもの。実機攻略のシミュレーターとしても使用される。
- 発売メーカーは総てディースリー・パブリッシャー

必勝パチンコ★パチスロ攻略シリーズ Vol.1 CR新世紀エヴァンゲリオン(PS2)（2005年10月20日）
必勝パチンコ★パチスロ攻略シリーズ Vol.5 CR新世紀エヴァンゲリオン・セカンドインパクト&パチスロ新世紀エヴァンゲリオン(PS2)（2006年6月8日）
必勝パチンコ★パチスロ攻略シリーズ Vol.10 CR新世紀エヴァンゲリオン 〜奇跡の価値は〜(PS2)（2007年6月7日）
必勝パチンコ★パチスロ攻略シリーズ Vol.11 新世紀エヴァンゲリオン 〜まごころを、君に〜(PS2)（2007年9月27日）
必勝パチンコ★パチスロ攻略シリーズDS Vol.1 新世紀エヴァンゲリオン 〜まごころを、君に〜(DS)（2008年2月21日）
必勝パチンコ★パチスロ攻略シリーズDS Vol.2 CR新世紀エヴァンゲリオン 〜使徒、再び〜(DS)（2008年6月12日）
必勝パチンコ★パチスロ攻略シリーズ Vol.12 CR新世紀エヴァンゲリオン 〜使徒、再び〜(PS2)（2008年6月26日）
必勝パチンコ★パチスロ攻略シリーズDS Vol.3 新世紀エヴァンゲリオン 〜約束の時〜(DS)（2008年12月4日）
必勝パチンコ★パチスロ攻略シリーズ Vol.13 新世紀エヴァンゲリオン 〜約束の時〜(PS2)（2008年12月18日）
必勝パチンコ★パチスロ攻略シリーズ Vol.14 CR新世紀エヴァンゲリオン 〜最後のシ者〜(PS2)（2009年7月30日）
必勝パチンコ★パチスロ攻略シリーズDS Vol.4 CR新世紀エヴァンゲリオン 〜最後のシ者〜(DS)（2009年7月30日）
ほかにパチンコ実機の機能をブラウザゲームで再現したものが利用されている。用途は同上。プラットフォームはPSPACE、FIELDSモバイル。
Android Market、App Storeでのダウンロード販売も行われている。発売メーカーは全てフューチャースコープ

## ゲスト出演作品

### スーパーロボット大戦シリーズ
スーパーロボット大戦シリーズ（バンプレスト→バンダイナムコゲームス→バンダイナムコエンターテインメント）
下記作品群にキャラ・EVAシリーズなどのロボが登場（シリーズでは「参戦」と呼称する）している。各作品では扱いが様々であるので、詳細は各項目先を参照。『F』から『第3次α』まではテレビ版とその劇場版、『L』以降は新劇場版シリーズからの参戦。初登場となった『F』では原作者の庵野秀明がエヴァのサイズやATフィールドの扱い、シナリオの考案などのアイデア出しに関わっている。
スーパーロボット大戦F（1997年・1998年、SS・PS）
初登場作品。
スーパーロボット大戦F完結編（1998年・1999年、SS、PS）

スーパーロボット大戦α（2000年5月25日、PS）
劇場版が初登場。
スーパーロボット大戦α for Dreamcast（2001年8月30日、DC）

スーパーロボット大戦Scramble Commander（2003年11月6日、PS2）

スーパーロボット大戦MX（2004年5月27日、PS2）

スーパーロボット大戦MX ポータブル（2005年12月29日、PSP）

第3次スーパーロボット大戦α 終焉の銀河へ（2005年7月28日、PS2）

スーパーロボット大戦L（2010年11月25日、DS）
本作より新劇場版が登場。
スーパーロボット大戦モバイル（2012年1月24日、携帯電話）

スーパーロボット大戦Card Chronicle（2012年9月14日、携帯電話 / スマートフォン）

第3次スーパーロボット大戦Z 時獄篇・天獄篇（『時獄篇』2014年4月10日、『天獄篇』2015年4月2日、PS3 / PS Vita）

スーパーロボット大戦X-Ω（2015年10月5日、スマートフォン）
2019年2月の更新から『エヴァンゲリオン ANIMA』がシリーズ初登場。また2016年2月には『ゴジラ対エヴァンゲリオン』が期間限定で登場。

スーパーロボット大戦V（2017年2月23日、PS4 / PS Vita）

スーパーロボット大戦DD（2019年8月21日、スマートフォン）

### コンシューマーゲーム
スーパーロボットピンボール（2001年2月23日、GBC）
初号機が登場。
プリンセスメーカー5（PS2版：2008年2月7日、PSP版：2008年9月25日）
「娘」の着せ替えアイテムとしての衣装に登場。
ファンタシースターポータブル2（PW第1弾：2009年12月17日、PW第2弾：2010年1月7日、DLC第1弾：2010年3月3日、DLC第2弾：2010年3月17日）
服・パーツにプラグスーツが登場。コラボアイテムのパスワードでの配布や、PlayStation Storeでのダウンロードコンテンツ。
ファンタシースターポータブル2 インフィニティ（2011年）
上記の前作のプラグスーツ、新たにスクールウェアが登場。コラボアイテムのパスワードでの配布や、PlayStation Storeでのダウンロードコンテンツ。
モンスターハンター フロンティアG※PC版もあり（2015年）
モチーフにした武具の生産素材がなど入手できるくじ、EVAが“自由区 シリアス ランド3”に一時契約ラスタとして狩りをサポートされる等。
巨影都市（2017年）
巨影（突如として出現した謎の存在）にエヴァンゲリオンと使徒が登場。
SD シン・仮面ライダー 乱舞（2023年）
「エヴァンゲリオンパック」は追加ダウンロードコンテンツ。

### パソコンゲーム
エミル・クロニクル・オンライン（2006年8月25日）
コラボレーションパッケージとして発売。コラボアイテムチケットが同梱。
メイプルストーリー（2018年）
パッケージ販売ではなく期間限定。

### アプリゲーム
いずれも年数は継続したのではなく期間限定のもの。出演に限らず、装備の配布等があるが詳細は省略する。
MyTown（2012年）
パズル&ドラゴンズ（2013年、2014年、2015年、2016年、2020年）
モンスターストライク（2015年、2017年、2020年、2021年）
どうぶつのオーケストラ SMASH×SMASH II（2015年）
ディバインゲート（2015年、2016年）
サモンズボード（2015年、2016年）
ケリ姫スイーツ（2015年、2016年、2017年）
LINE レンジャー（2015年、2016年、2018年）
クイズRPG 魔法使いと黒猫のウィズ（2015年、2016年）
乖離性ミリオンアーサー（2016年、2017年）
ユニゾンリーグ（2016年、2017年、2018年、2019年、2021年）
モンスターハンター エクスプロア（2016年、2017年、2018年）
タワーオブプリンセス（2016年）
オルタンシア・サーガ -蒼の騎士団-（2017年）
ヴァルキリーコネクト（2018年、2019年、2020年、2021年）
にゃんこ大戦争（2018年、2019年、2020年、2021年、2023年）
ぷよぷよ!!クエスト（2018年）
テクテクテクテク（2018年）
共闘ことばRPG コトダマン（2019年）
ラグナロクM：永遠の愛（韓国のプラットフォーム、2019年）
逆転オセロニア（2019年）
荒野行動（2019年、2020年）
ラグナロクマスターズ（2019年）
ファンタシースターオンライン2 es（2019年）
LINE ポコポコ（2020年）
コード:ドラゴンブラッド（2020年、2021年）
ファイナルギア -重装戦姫-（2021年）
崩壊3rd（2021年）
テクテクライフ（2021年）
妖怪ウォッチ ぷにぷに（2021年、2022年）
メダロットS（2023年）

#### ゴジラ対エヴァンゲリオン
東宝とガイナックス（およびスタジオカラー）による「ゴジラシリーズ」と『新世紀エヴァンゲリオン』の公式合同企画「ゴジラ対エヴァンゲリオン」とコラボレーションしたゲーム作品。『スーパーロボット大戦X-Ω』や過去に単独でコラボした『モンスターストライク』も本企画とコラボしているがそういった来歴のある作品は省略する。
LINE タワーライジング（2016年）
戦国キングダム（2016年）
スカイロック（2016年）
聖戦ケルベロス（2016年）
ドラゴンコレクション（2016年）
消滅都市（2016年）
釣り★スタ（2016年）

### アバターアイテム
ゲームサイトのエヴァ&GAINAX、ハンゲーム、Yahoo!モバゲー、mobage、アメーバピグ、MyTownでは利用者の所持するアバターにエヴァンゲリオンの衣装が着せ替えできる。

## その他のゲーム

### テーブルトークRPG
新世紀エヴァンゲリオンRPG ネルフ白書（角川書店）
新世紀エヴァンゲリオンRPG 使徒降臨（角川書店）
新世紀エヴァンゲリオンRPG 決戦! 第3新東京市（富士見書房）
新世紀エヴァンゲリオンRPG〈2〉使徒接近!（富士見書房）

### トレーディングカードゲーム
新世紀エヴァンゲリオン カードゲーム（バンダイ）
新世紀エヴァンゲリオン カードゲーム第2弾（バンダイ）
ドラゴン☆オールスターズ （富士見書房）
ヴァイスシュヴァルツ （ブシロード）
クルセイドシステムカードシリーズ（バンダイ）
ヱヴァンゲリヲン バトルリンク（フィールズ）　
バトルスピリッツ（バンダイ）

### 体感型ゲーム
リアル脱出ゲーム×エヴァンゲリオン・ある使徒からの脱出（企画制作：SCRAP）
- 会場：富士急ハイランド、日程：2011年11月2日 - 11月6日、11月11日 - 11月13日、11月19日

リアル脱出ゲーム×エヴァンゲリオン・第3新東京市からの脱出（企画制作：SCRAP）
- 会場：超☆汐留パラダイス!2015、日程：2015年7月24日 - 8月30日

リアル脱出ゲーム×エヴァンゲリオン・第3新東京市からの脱出（再演）（企画制作：SCRAP）
- 会場：大阪ヒミツキチオブスクラップ、日程：2015年10月2日 - 11月1日（金土日のみ）
- 会場：名古屋ヒミツキチオブスクラップ、日程：2015年10月16日 - 11月22日（金土日のみ）
- 会場：西鉄ホール、日程：2015年11月25日 - 11月30日
- 会場：新潟県民会館 ギャラリーA、日程：2016年1月9日 - 1月11日、2016年1月16日 - 1月17日

リアル脱出ゲーム×エヴァンゲリオン・見えない使徒からの脱出（企画制作：SCRAP）
- 会場：ラゾーナ川崎プラザ、日程：2019年7月29日 - 2020年1月31日
- 会場：キャナルシティ博多、日程：2019年9月19日 - 2019年12月1日
- 会場：ナゾ・コンプレックス名古屋、日程：2020年6月14日 - 2021年2月28日（店休日除く）
- 会場：大阪ヒミツキチオブスクラップ、日程：2020年8月1日 - 2021年1月31日（店休日除く）

リアル脱出ゲーム×エヴァンゲリヲン・崩壊するNERV（ネルフ）からの脱出（企画制作：SCRAP、制作協力：BadNews/チケットぴあ九州）
- 会場：東京ミステリーサーカス4Fヒミツキチラボ小ホール、日程：2020年6月25日 - 9月27日
- 会場：横浜ヒミツキチオブスクラップ、日程：2020年7月4日 - 7月26日
- 会場：ナゾ・コンプレックス名古屋、日程：2020年7月31日 - 10月4日（店休日除く）
- 会場：アジトオブスクラップ札幌、日程：2020年8月7日 - 8月10日、8月14日 - 8月16日、8月21日 - 8月23日、8月28日 - 8月30日、9月4日 - 9月6日、9月9日 - 9月13日
- 会場：アジトオブスクラップ岡山、日程：2020年9月19日 - 9月27日、10月2日 - 10月4日、10月9日 - 10月11日
- 会場：大阪ヒミツキチオブスクラップ、日程：2020年10月1日 - 10月7日、10月9日 - 10月12日、10月14日、10月16日 - 19日、10月21日、10月23日 - 10月26日、10月28日 - 11月1日
- 会場：アジトオブスクラップ仙台、日程：2020年10月3日 - 10月25日（水金土日）
- 会場：西鉄ホール、日程：2020年11月3日 - 11月11日
- 会場：東京ミステリーサーカス5Fヒミツキチラボ365、日程：2021年1月6日 - 1月24日

エヴァンゲリオン×本屋巡りひらめきゲーム パターン初級「綾波レイの極秘作戦」/ パターン上級「葛城ミサトと合流せよ」
- 会場：全国書店（21 エリア、32 店舗）、日程：2021年1⽉22日 - 4⽉11⽇（会場･日程は2パターン両方同じ）

リアル脱出ゲーム 歌舞伎町探偵セブン×エヴァンゲリオン『謎のスパイと伝説のホスト』（企画制作：SCRAP）
- 会場：東京ミステリーサーカス ミステリー広場、日程：2023年4月28日 - 10月29日（「歌舞伎町探偵セブン」との合作）

### 人狼ゲーム
EVA STORE オリジナル エヴァンゲリオン人狼 （アニメイトホールディングス）